# جو بيريل
جو بيريل (بالإنجليزية: Joe Birrell)‏ هو منافس ألعاب قوى بريطاني، ولد في 11 مارس 1930.

## وصلات خارجية
- جو بيريل على موقع أوليمبيديا (الإنجليزية)
- جو بيريل على موقع اللجنة الأولمبية البريطانية (الإنجليزية)